# 巴彦查干淖尔

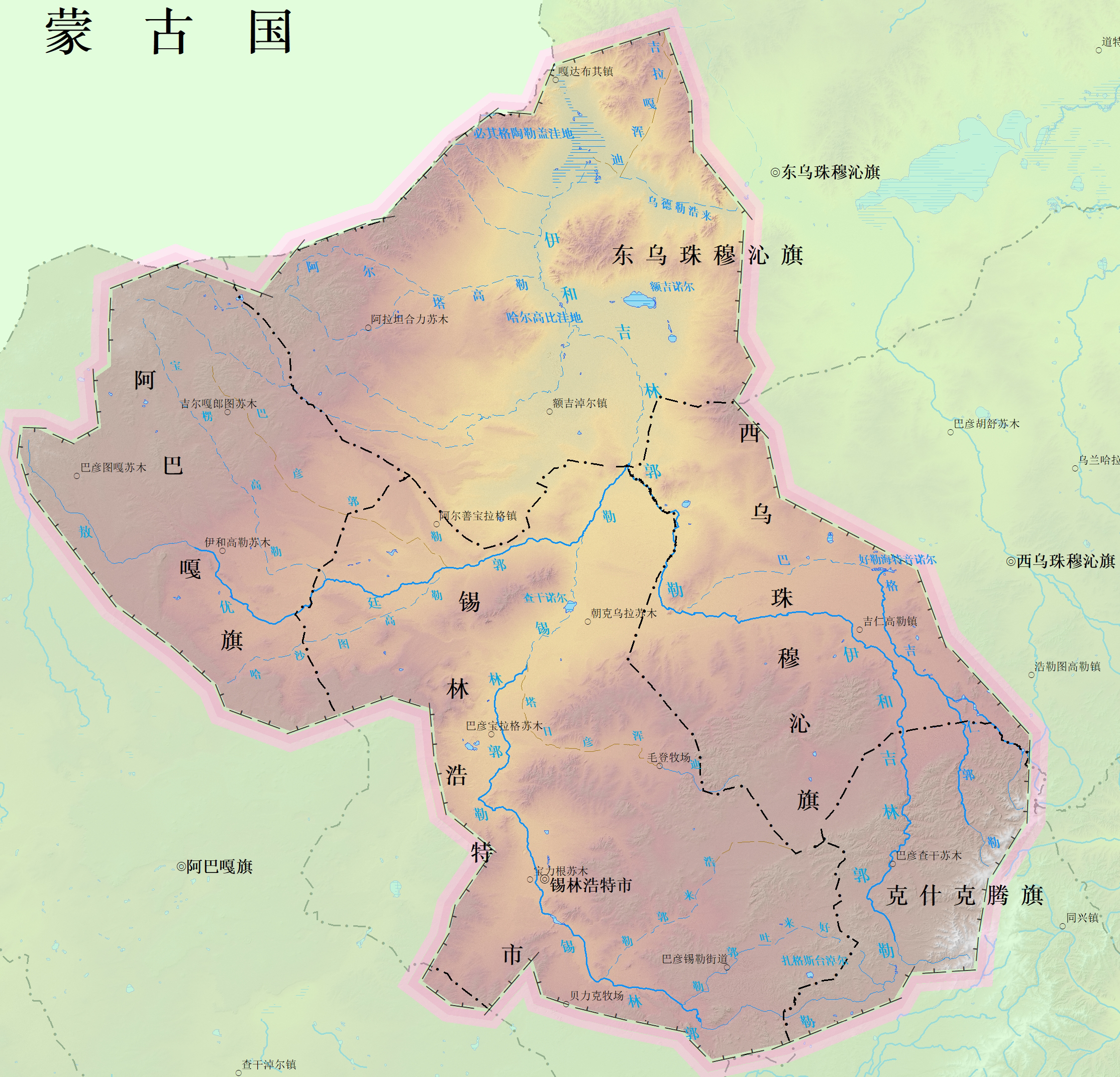
必其格陶勒盖洼地水系伊和吉林郭勒流域示意图，包括了锡林郭勒河、敖优廷郭勒水系。

查干诺尔也作巴彦查干淖尔、查干淖尔是一个位于中国内蒙古自治区锡林郭勒盟锡林浩特市朝克乌拉苏木境内的盐湖，湖面海拔904米，面积5.4平方千米。《中国河湖大典·西北诸河卷》记录的数据为水面面积5.55平方千米，水深7～8米，水面高程902.5米。查干诺尔一般视为锡林郭勒河的尾闾湖，一般不外流，特大水时，水位超过908米时可溢出，于乌优特嘎查汇入敖优廷郭勒。查干诺尔主要沉积物为芒硝。巴彦查干淖尔来自蒙古语，是富饶的白色湖的意思。
在2021年锡林浩特市人民政府公布的主要河湖管理范围中，查干诺尔（淖尔）管理范围面积9.22平方千米，岸线长度为10.64千米。